# 杰里·西奇丁
傑里·李·西奇丁（英語：Jerry Lee Sichting，1956年11月29日—），美國籃球退役球員和教練。

## 早期生涯
身高6尺1吋體重175磅的西奇丁就讀位於印第安納州馬丁斯維爾的馬丁斯維爾中學。畢業那年，他帶領校隊取得21勝2負的戰績，高中三年裡，他場均拿下21分，提籃命中率53%，罰球命中率83%。 1975年，西奇丁入選了印第安納州全明星隊，這支全明星隊曾赴歐洲和俄羅斯巡迴比賽。
西奇丁還在橄欖球隊中擔任四分衛，1974年，他帶領校隊取得了10勝0負的不敗戰績，他在籃球、橄欖球和棒球項目上贏得十次字母獎勵。

## 大学生涯
在馬丁斯維爾中學主教練薩姆-奧爾福德(Sam Alford)手下打完中學籃球後，西奇丁進入位於印第安納州西拉菲特的普度大學，在主教練弗雷德-紹斯( Fred Schaus)指導下打籃球。大一賽季，西奇丁打出了54.5%的投籃命中率和81.6%的罰球命中率。畢業那個賽季，西奇丁在李-羅斯(Lee Rose)教練手下打球，和入選全美最佳陣容的隊友喬-巴里-卡羅爾(Joe Barry Carroll)一起帶領球隊取得了良好的戰績，那一年，普度大學鍋爐工隊戰績和埃爾文-約翰遜(Earvin Johnson)的密歇根州立大學持平，並列大十聯盟(Big Ten Conference)第一。失去參加NCAA錦標賽資格後，西奇丁帶領鍋爐工隊打進NIT錦標賽決賽，決賽中負于同聯盟本州宿敵印第安納大學。畢業那年，西奇丁入選大十聯盟最佳陣容第一隊，他的大學生涯罰球命中率是86.7%，現仍為校史紀錄，他畢業時還創造了普度大學校史連續罰球命中紀錄(34)，三十年後，這一紀錄才被羅比-赫梅爾(Robbie Hummel)打破。

## 职业生涯

### 印第安納步行者
1979年NBA選秀中，金州勇士隊在第4輪第82位選中了西奇丁，西奇丁並未效力金州勇士。 1980-81賽季起，西奇丁效力印第安納步行者隊五年，這期間，他最好的一個賽季是1983-84賽季，那個賽季，西奇丁場均11.5分2.1板5.7助攻，投籃命中率53.2%。

### 波士頓凱爾特人
效力步行者隊五年之後，1985-86賽季前西奇丁被交易到凱爾特人隊，和同為印第安納人的拉里·伯德(Larry Bird)成了隊友。西奇丁成為1986年總冠軍隊中一個角色球員，1986年總決賽第五場比賽中，西奇丁捲入了和休斯敦火箭隊中鋒拉爾夫·桑普森(Ralph Sampson)的衝突，結果桑普森被逐出場。

### 波特蘭開拓者、夏洛特黃蜂
西奇丁1988-89賽季效力波特蘭開拓者隊，接下來的賽季被交易到夏洛特黃蜂隊。

### 密爾沃基雄鹿
1990年，西奇丁在僅僅效力密爾沃基雄鹿一場比賽后退役。

## 播音生涯
1990–1995 ：退役后，西奇丁回到了马萨诸塞州波士顿，在波士顿的五年里，他开办杰里-西奇丁篮球训练营，同时在电台做凯尔特人节目解说员。这期间，他也主持其母校普度大学和众多印第安纳高中比赛赛前秀节目。

## 教练生涯

### 明尼苏达森林狼
1995-2005年，西奇丁任明尼苏达森林狼球探和开发部主管，其间他也担任森林狼队助理教练。

### 马奎特大学
2005-2008年，西奇丁在位于威斯康星州密尔沃基的马奎特大学任助理教练，这三个赛季，他做主教练汤姆-克林（Tom Crean）的助手，帮助金鹰队连续三年打进NCAA锦标赛。

### 明尼苏达森林狼
2008-09赛季及2009-2010赛季，再次回到明尼苏达，在前凯尔特人队友凯文·麦克海尔（Kevin McHale）手下做助理教练。

### 金州勇士
2010年9月27日，西奇丁受聘出任金州勇士队助理教练，协助基思-斯马特（Keith Smart）工作。

### 華盛頓奇才
在2012年8月，西奇丁成為華盛頓奇才助理教練。

### 菲尼克斯太陽隊
一年作為一個助理教練奇才後，西奇丁決定菲尼克斯太陽的主教練傑夫·霍納塞克的助理教練。他還工作在加入了邁克·朗加巴迪，Corey Gaines和Mark West在他們的前兩個賽季。
朗加巴迪以及另外一位助教西奇丁（Jerry Sichting）在美國時間周日被太陽開除。

### 紐約尼克斯隊
西奇丁決定再與前菲尼克斯太陽的主教練傑夫·霍納塞克擔任助理教練。

### 明尼蘇達灰狼隊
2019年1月15日，西奇丁成為森林狼隊的助理教練，成為新臨時主教練Ryan Saunders的資深導師。
助教Ed Pinckney、Larry Greer、Jerry Sichting、John Lucas Jr.和Dice Yoshimoto分道扬镳，他们保留了Malik Allen。

## 家庭
杰里-西奇丁所有家庭成员的名字开头字母都是J，杰里的名字是Jerry，杰里的妻子叫琼妮（Joni），杰里的三个儿子分别叫贾里德（Jared）、杰森（Jason）和乔丹（Jordan），女儿叫珍娜（Jenna）。杰里的儿子贾里德效力马奎特大学篮球队，是个小配角，2003年，马奎特大学打进了NCAA最后四强。